# Драгутин Калор Милодановић
Калор, односно Драгутин Милодановић (Суботица, 1847 — Београд, 25. фебруар/9. март 1883) био је буњевачко-српски новинар, уредник и издавач „Мисечне кронике“ (1872—1873), а потом и „Суботичког гласника“ (1873—1876). Као добровољац узео је учешћа у српско-турским ратовима 1876—78, да би се по окончању ратног дејства скрасио у Београду, у којем је остао до краја живота (1883).
Како преноси Душан Петровић, аутор Милодановићеве биографије, Милодановић је био једна врло симпатична појава: одушевљени патриота, који је правилно схватио потребе буњевачког племена. Он се својски искрено старао, често упркос недаћама које су му у раду сметале, да задовољи потребама својих сународника.

## Биографија

### Почеци на културно-просветном раду
О детињству Калора Милодановића мало се зна. Њега је познавао узак круг људи, с којима је заједно радио и који су га подупирали у културно-просветном раду. Па ипак, није се нашао нико сем Душана Петровића да дâ опширан опис његовог рада.
Потиче из једне земљорадничке породице. Родитељи су му били веома скромног материјалног стања. Гимназијске дане провео је у више места у Угарској. Прошао је кроз осам латинских школа, па због лошег материјалног стања даље није могао наставити с даљим школовањем. Неко време је био у Калочи, где га је припомагао уважени бискуп Иван Антуновић. Антуновић је током 70-их година 19. века издавао недељни лист — „Буњевачке и шокачке новине“ са месечним прилогом за забавно штиво са сликама — „Буњевачко-шокачка вила“. На тим листовима је Милодановић радио, а заузврат је био награђен од Антуновића.

### Рад на „Мисечној кроници“ и „Суботичком гласнику“
Међу представницима буњевачке интелигенције, која је настојала да својим радом просвети своје сународнике, изузетно место заузима и Калор, у Србији назван Драгутин Милодановић. Буњевачку идеју, буњевачко име, буњевачку просвету први су узели на перо и изнели у ширу јавност највећи и најученији буњевачки родољуби, поменути калочки бискуп Антуновић и адвокат Боза Шарчевић 1865. године. Њима су се придружили како буњевачки (Иван Михаловић, Блаж Модрошић, Аго Мамужић, Стипан Гргић и др.) тако и српски (Тона Хаџић, Самко и Ђуро Манојловић, Божидар Вујић, Јован Радић, Мита Поповић и др.) и хрватски културни делатници (ђаковачки бискуп Јосип Штросмајер, бан Мажуранић, др Рачки, Илија Округић и др.), а међу свима њима се нашао и Милодановић који је тада био новинар.
Милодановић је први основао у Суботици месечне новине („Мисечна кроника“), које је после двогодишњег трајања почео недељно издавати под називом „Суботички гласник“. Оба листа издавао је уз сарадњу Аге Мамужића, Божидара Вујића и Јосипа Манић-Јукића.

#### „Мисечна кроника“
„Мисечна кроника“ (1872—1873) је био први буњевачки лист у Суботици. Штампан је у Штампарији Карла Битермана, а излазио је сваког 15. дана у месецу. Према речима савременика, „Мисечна кроника“ је за Суботицу је била велика новост, за тада још доста узак круг родољуба радосна вест, а за противнике немила појава против које су одмах устали. Међутим, тај лист је био искључиво локалног значаја и вредности. Излазио је на осам страна са „политичким, озбиљним и шаљивим садржајем“, без назнаке имена главног уредника. Аутори чланака у „Мисечној кроници“ крију се под псеудонимима Приклапало, Увлачило, „Њи више“, што, како оцењује Невенка Башић-Палковић, довољно показује ондашњу слободу штампе за Буњевце под туђинском влашћу „која би одмах реаговала на чланке обојене мало изразитијим јужнословенским бојама отпора потпуном обнародивању народа у Аустроугарској монархији“.
У „Мисечној кроници“ је покренута партијска борба, која је напослетку уродила плодом. После вишегодишње борбе општинска странка, у којој су у великој већини били Буњевци, добила је већину у градском представништву Суботице.

#### „Суботички гласник“
Ни покретање „Суботичког гласника“, недељног листа за просвету, забаву и газдинство није поштеђено отпора у круговима мађарских националиста и шовиниста. Тај лист је био први одлучан борац за народна права. У њему је Милодановић ватрено заступао законите жеље и тежње за равноправност Буњеваца и Шокаца. Нарочито се заузимао за права народног језика како у општини тако и у школи. Истина, закон их је признавао, али су путем мађарског бирократског апарата била ускраћена. Даље се Милодановић заузимао за народну просвету, износећи у листу колико су Буњевци заостали у просвети од Срба и Хрвата.
У мађарском „Суботичком листу“ (мађ. Szabadkai Közlöny) забележен је један подужи цитат из Милодановићевог „Суботичког гласника“, у којем он жестоко напада буњевачке ренегате који су зарад каријере и привилегија прихватили мађарску националну свест. Следи поменути цитат:
| „ | Па где и можемо ми тражити помоћи за просвећивање нашег народа, него код Хрвата и Срба? Ваљда код Мађара? Не можемо је тражити ни код вас, ни код Мађара. Прво, зато што је између нас и вас, помађарена буњевачка господо, велика разлика у начелима. Друго, зато што ви нисте ни у стању некога просветити. Ви нисте у стању другога просветити, јер ко хоће другога да учи и просвећује, мора имати националан карактер, а тога ви немате. Ви сте ушкопљеници нације. Од мађарске пак браће не можемо желети да просвећују наш народ; делом зато, што би за ово била потребна великодушност, а делом зато што велика већина мађарског народа стоји на врло ниском ступњу просвете, па не стижу да просвећују друге народе. Нама дакле ништа друго не преостаје него да се обратимо Хрватима и Србима и да тражимо њихово братство, јер једино од њихове сарадње и помоћи зависи наш и нашега братства спас. | ” |

Уз све то, Милодановић је Буњевце и Србе сматрао једним народом којег дели само вера.
Због тих својих идеја, које свакако нису одговарале поменутима, Милодановић је неретко у ондашњим новинама био називан „московским панславом и пророком умишљене Југославије“ (a képzelt dészlávia profétája).
Па ипак, захваљујући Милодановићевом умећу да издржи разне нападе и оптужбе, свесрдној помоћи претплатника међу којима је било доста Срба, и несебичним заузимањем већ поменутог Божидара Вујића, „Суботички гласник“ се одржао преко три године: од јула 1873. до јула 1876, када је Милодановић прешао у Србију.

### Значај Милодановићевог културно-просветног рада
Што се тиче културно-просветног рада, Суботица ипак није остала индиферентно поље у односу на Бају и Калочу. Семе националног препорода и ту је никло, при чему је Милодановић покретањем поменутих листова одиграо не малу улогу.
Уопштено гледајући, рад Михаловића на школском пољу, Антуновићеве „Буњевачке и шокачке новине“ и „Буњевачко-шокачка вила“, Милодановићева „Мисечна кроника“ и „Суботички гласник“ били су не само носиоци и ширитељи буњевачке просвете, него и заговорници и заштитници сваког буњевачког друштвеног и политичког питања и покрета.

### Учешће у српско-турским ратовима (1876—78)
По избијању Првог српско-турског рата (1876) Милодановић је прешао у Србију. Као српски добровољац борио се и био рањаван у оба српско-турска рата (1876. и 1878). „Суботичке новине“ цене и уважавају његово одушевљење што је потекао српској браћи у помоћ, али ипак осуђују његов одлазак, јер је у Суботици био потребнији него у Србији. После његовог одласка осетила се велика празнина у Суботици, јер више није било центра за јавне, опште народне послове Буњеваца.
У Првом српско-турском рату 1876. године био је на Дрини под командантом Ђоком Влајковићем.
У Другом српско-турском рату је био поручник у оном делу војске који је после ослобођења Ниша продро све до Космета. Како преносе „Суботичке новине“, Милодановић се и поред тешкоћа зимског ратовања радовао што је био додељен првим батаљонима, који су се нашли испред главне војске. Та претходница, која се састојала од свега пар стотина војника са неколицином официра, умало да није упала у невоље. Толико је дубоко ушла у турску територију, да је изгубила сваку везу са главном војском. Међутим, ускоро је успостављено примирје, и његов батаљон је добио заповест да стане и не иде даље.

### Живот у Србији
Не могавши да се врати у родну Суботицу, да настави започети рад, Милодановић је остао у Србији. Настанио се и добио посао у Београду. Тамо се оженио и примио православље. Радио је као чиновник у Министарству спољних послова у одсеку за штампу, тј. био је преводилац мађарских листова. Извештавао је Јована Ристића, тадашњег председника министарства у Србији, о томе шта пишу мађарски листови о Србији и српству. После пада Ристићеве владе 1880. године и по доласку владе Милутина Гарашанина, био је неко време сталан сарадник (сауредник) политичког листа „Видела“, органа напредне странке. Због заслуга учињених напредној странци добио је место млађег поштара на Главној поштанској станици у Београду. Био је и члан Београдског новинарског друштва.
Како преноси Петровић, два су узрока због којих је Милодановић после рата остао у Србији:
1. Зато што је у Аустроугарској био под војничком обавезом. Пошто је у ратно време прешао у Србију, постојала је опасност да буде изведен пред Војни суд.
2. Зато што је Милодановић изгубио сваку веру и наду у будућност Буњеваца. Био је огорчен на буњевачку господу, која се одрекла свог језика и порекла из већ поменутих разлога.

Што се тиче његовог преласка на православље, Петровић је забележио следеће. Када се 1880. године састао с њим у Београду (први и последњи пут по одласку дотичног у Србију), у једном разговору му је рекао да није требало да то чини и да му то не одобрава. Као разлог навео је да га његови саплеменици неће сматрати за Буњевца уколико се врати у Суботицу, и да их је он тиме отуђио од себе.
Милодановић му је на то одговорио следеће:
| „ | Та за Бога, обе су вире праве чисте хришћанске, нема међу њима никакве битне разлике, ја сам то учинио из увирења. Мене није на то у Србији нико гонио, та Буњевци су и тако по језику и крви рођена браћа Србима, а вирска разлика у данашње вриме не дили сродне народе... Ја не мислим враћати се у своју стару домовину, то сам учинио добро промишљено, из најдубљег увирења без наговора, притиска и присиљавања, но ја хтедох да приђем на православну виру још у Суботици, али ме баш сами Срби одвраћаху, велећи, да бих ја, који заступам увирење, да су Буњевци Срби римокатоличке вире, и који се борио за то, да то увирење постане опћим, веома погришио, да приђем у православље, управо да бих тиме шкодио нашој ствари, и да би могло изгледати, као да сам то учинио услид каквог притиска. Ти су разлози могли важити за тадашње моје прилике, но пошто ја не мислим враћати се у стару домовину, и пошто сам постао српским држављанином, то су сада пристали они разлози. Што учиних, учиних из најдубљег убеђења свога и увирен сам да се нећу покајати. | ” |

Његовим пресељењем у Србију престао је излазити „Суботички гласник“. Тада је поново наступило раздобље затишја, које ће трајати једанаест година, све док „Невен“ дефинитивно није прешао у Суботицу, чиме је отворена трајнија перспектива књижевног и општекултурног рада међу Буњевцима.
Милодановић је преминуо 25. фебруара (9. марта) 1883. године од тифуса. Није оставио порода, а био је сахрањен на тадашњем београдском гробљу на Ташмајдану. Његова прерана смрт, како оцењује Алба Кунтић, значила је велики губитак за бачке Буњевце. Поводом Милодановићеве смрти писали су многи српски и хрватски листови.